# Хаві Лопес
Хаві Лопес (ісп. Javi López; нар. 21 січня 1986, Осуна) — іспанський футболіст, лівий захисник, клубу «Аделаїда Юнайтед».

## Ігрова кар'єра
У дорослому футболі дебютував 2008 року виступами за другу команду «Еспаньйола», в якій провів два сезони, взявши участь у 44 матчах чемпіонату. Більшість часу, проведеного у складі «Еспаньйола Б», був основним гравцем команди.
До складу головної команди барселонського клубу почав залучатися 2010 року. Відтоді встиг відіграти понад 160 матчів в національному чемпіонаті.